# 秋田県児童会館
秋田県児童会館（あきたけんじどうかいかん）は、秋田県秋田市山王中島町にある、秋田県立の文化施設。児童館としての分類では、大型児童館（A型児童館）となっており、秋田県内では唯一の大型児童館となっている。

## 概要
秋田県唯一の大型児童館（A型児童館に分類される大型児童館としては東北唯一）であり、秋田市官庁街近くにあり、プラネタリウム、レクリエーションホール、図書室、宇宙と地球の展示室、光や音に関する体験型展示室など、多彩な施設が集結した児童施設。
放課後児童クラブや秋田県のセカンドスクールの支援を行うほか、毎年「こどもの日」には「鉄道模型」の展示などのイベントもしている。
また、A型の大型児童館であるため、秋田県内の各地に所在する児童センター及び児童館、児童室などの連絡調整を行うなど、いわゆる「児童館等のセンター的機能」を担っている。

### 子ども劇場（けやきシアター）
コンサートなども行える、2700㎡クラスの広さを有する子ども劇場（けやきシアター）を備えており、営利目的のイベントの実施も可能である。

## 歴史
- 1950年（昭和25年） - 開設。
- 1980年（昭和55年） - 現在地に移転。
- 2008年（平成20年）4月1日 - 指定管理者制度を導入。特定非営利活動法人あきた子どもネットが、指定管理者を受託し、新体制で業務開始。
- 2019年（平成31年）3月31日 - 大規模改修によりリニューアルオープン。

## 開館時間・休館日

### 開館時間[1]
- 9：00～17：00（けやきシアターのみ、最大22:00まで）

### 休館日
- 毎週月曜日（ただし、休日の場合は火曜日）
- 年末年始（12月29日～1月3日）の毎日

## 周辺
- 秋田県立体育館
- 秋田県立図書館・秋田県公文書館
- 秋田魁新報社
- 秋田市八橋運動公園陸上競技場

## 交通アクセス

### 公共交通機関
- JR奥羽本線・羽越本線 秋田駅西口より、路線バスで「県立体育館前」バス停下車。
  - 秋田中央交通：県庁市役所経由中央交通線、臨海営業所線ほか
  - 羽後交通：急行本荘秋田線

### 自家用車等
- 秋田自動車道・秋田中央ICから、秋田中央道路経由で秋田県道26号秋田停車場線沿い。約20分。